# トクタキヤ
トクタキヤ（ توقتاقيا Tūqtāqiyā ? - 1377年）は、バトゥ家断絶後のジョチ・ウルスのハン（1377年）。ジョチ家トカ・テムル家出身のオロス・ハンの長男。後にカザフ・ハン国の始祖となったケレイの祖父にあたる。一部資料によっては単にトクタ（オロス・ハンの子トクタ） توقتا بن اروس خان Tūqtā b. Urūs Khān とも書かれる。15世紀の『ムイーン史選（Muntakhab al-Tawārīkh-i Muʿīnī）』の著者ムイーヌッディーン・ナタンズィーなど後代の歴史家によって、白帳（āq ūrda）ハンの第6代とされる。また、ティムールの伝記であるシャラフッディーン・アリー・ヤズディーの『勝利の書（Ẓafar Nāma）』では、トクタキヤはジョチ・ウルスの当主としてはジョチから数えて第21代。16世紀初頭だがホーンダミールの歴史書『伝記の伴侶（Ḥabīb al-Siyar）』では同じく第22代に数えられている。

## 生涯
14世紀半ばにジョチ・ウルスの二つの根幹であったバトゥ家、オルダ家が相次いで断絶し、ジョチ・ウルスは宗主位を巡って激しい後継者紛争が続いていた。トクタキヤの父オロス・ハンはオルダ家が統率していたジョチ・ウルス左翼を構成するジョチ裔トカ・テムル家の王族のひとりで、オルダ家断絶後のジョチ・ウルス左翼の地域で徐々に頭角を現し、ウルスの再編を行っていた。その過程でオロスと対立・刑死したかつてのマンギシュラク（カスピ海東岸）の長官で同じトカ・テムル家の王族であったトイ・ホージャの遺児トクタミシュは、マー・ワラー・アンナフルのティムールのもとに亡命し、たびたびティムールの支援を受けてジョチ・ウルスへ軍を侵攻させていた。最初の侵攻では弟のクトルク・ブカが迎撃に出てトクタミシュを撃退する事に成功したが、クトルク・ブカは戦死してしまった。2度目の侵攻ではオロスの長子であるトクタキヤが迎撃に出たが敗北してしまった。しかし、トクタミシュを負傷させ軍も撤退に追い込んだ。3度目の侵攻にはティムール自身が出陣したものの冬の到来によって両者は休戦し、翌年1377年春には4度目の侵攻で再びティムールが侵攻して来た。これにオロス・ハン自身も迎撃に出たが、会戦前にオロスは病死してしまった。
1377年、トクタキヤは父オロス・ハンの死で跡を継ぐが、即位後約3カ月で死去した。著者不明の歴史書『テュルク諸族系譜（Shajarat al-Atrāk）』によると、「公正で優しい」君主だったという。

## オロス・ハンの系譜
- ジョチ(Jöči ＞朮赤/zhúchì,جوچى خان/jūchī khān)
  - トカ・テムル(Toqa temür ＞توقا تیمور/tūqā tīmūr)
    - ウルン・テムル(Urung temür ＞اورنك تيمور/ūrunk tīmūr)
      - アジキ(Ajiqi ＞اجيقی/ajīqī)
        - バーキーク(Baqiq ＞باقيق/bāqīq)
          - テムル・ホージャ(Temür khwaja ＞تيمور خواجه/tīmūr khwāja)
            - バディク(Badiq ＞بادق/bādiq)
              - オロス・ハン(Oros qan ＞اوروس خان/ūrūs khān)
                - トクタキヤ(Toqtaqiya ＞توقتاقيا/tūqtāqiyā)